# Cyornis tickelliae
Cyornis tickelliae е вид птица от семейство Muscicapidae.

## Разпространение
Видът е разпространен в Камбоджа, Индия, Индонезия, Лаос, Малайзия, Мианмар, Непал, Шри Ланка, Тайланд и Виетнам.